# Richard Owen
Sir Richard Owen (ur. 20 lipca 1804, zm. 18 grudnia 1892) – angielski biolog, anatom porównawczy zwierząt i paleontolog. Laureat Medalu Copleya.

## Życiorys

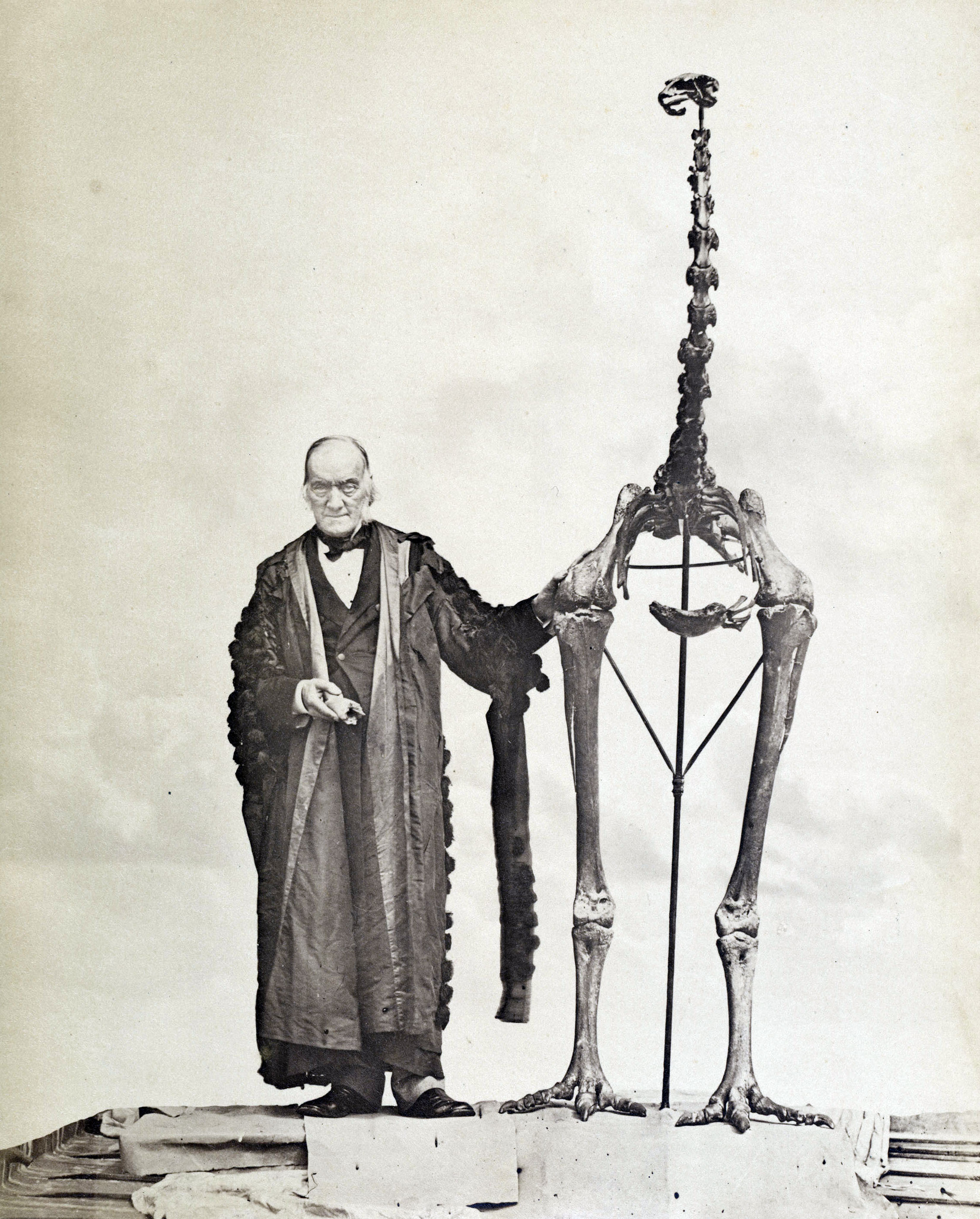
Sir Richard Owen i szkielet moa z rodzaju Dinornis

Urodził się w angielskim Lancaster i tam uczył się w Królewskim Gimnazjum. W 1820 terminował u miejscowego chirurga i aptekarza, a w 1824 kontynuował medyczne studia na uniwersytecie w Edynburgu. Porzucił uniwersytet w następnym roku i ukończył medyczny kurs przy szpitalu św. Bartłomieja w Londynie pod kierunkiem wybitnego chirurga Johna Abernethy.
Początkowo rozważał, czy rozpocząć tam swoją zawodową karierę, ale jego zainteresowania zmierzały w kierunku anatomii naukowej. John Abernethy nakłonił go do przyjęcia stanowiska asystenta Williama Clifta, konserwatora muzeum przy Królewskim Kolegium Chirurgicznym. I wkrótce Owen porzucił plany medycznej praktyki, oddając się całkowicie pracy naukowej. Opracował zbiory katalogów zgromadzonych tam okazów, a zdobyta przy tej pracy wiedza dotycząca anatomii porównawczej wzbogaciła inne działy nauki i znacznie ułatwiła badanie szczątków wymarłych zwierząt. W 1836 został profesorem, a w 1849 przejął od Clifta obowiązki konserwatora. Pozostawał na tym stanowisku do 1856, kiedy został kierownikiem działu historii naturalnej British Museum.
Poświęcił dużo energii realizacji planu przenoszenia eksponatów do nowego budynku przy South Kensington, gdzie powstało Muzeum Historii Naturalnej. Po ukończeniu tego zadania w 1884 w uznaniu zasług otrzymał Order Łaźni (K.C.B.) i przeszedł na emeryturę. Do śmierci mieszkał przy Sheen Lodge, Richmond Park.
Napisał History of the British Fossil Mammalia and Birds (1846), Reptiles (1849), On the Classification of Mammalia (1859) i in. Był twórcą nazwy dinozaur.
Był członkiem zagranicznym Królewskiej Holenderskiej Akademii Sztuk i Nauk.

## Odznaczenia
- Komandor Orderu Łaźni – 1884, Anglia[3]
- Kawaler Orderu Łaźni – 1873, Anglia[3]
- Order Cywilny Pour le Mérite – 1851, Prusy[3]
- Kawaler Orderu Legii Honorowej – 1855, Francja[3]
- Kawaler Orderu śś. Maurycego i Łazarza – 1862, Włochy[3]
- Kawaler Orderu Róży – 1867, Brazylia[3]
- Kawaler Orderu Leopolda – 1873, Belgia[3]